# Frederick Stock
Frederick Stock (Jülich, Rin del Nord-Westfàlia, 11 de novembre de 1872 - Chicago, illinois, EUA, 20 d'octubre de 1942) fou un director d'orquestra i compositor alemany.
Fill d'un músic militar, estudià en el Conservatori de Colònia, tenint entre altres mestres en Heinrich Zöllner i Engelbert Humperdinck. De 1891 a 1895 formà part de l'orquestra municipal de Colònia com a violí i després es traslladà als Estats Units i entrà en l'orquestra de Theodor Thomas, de Chicago (actualment Orquestra Simfònica de Chicago), al que succeí el 1905 en morir Thomas, com a director, càrrec en el qual hi va romandre molts anys. A més, va dirigir moltes representacions wagnerianes i fou un dels director d'orquestra més apreciats a Amèrica.
També fou un distingit compositor, i les seves obres, que foren executades moltes vegades, es distingeixen per la noblesa d'estil. Cal mencionar entre les principals; una simfonia; dues obertures; una marxa per a festival; Himne a la llibertat; variacions simfòniques; un poema simfònic; rapsòdia per a orquestra; solos i cors; un quartet per a instruments d'arc; melodies vocals, etc.
El 1919 es naturalitzà ciutadà dels Estats Units.